# Nødebo Sogn
Nødebo Sogn er et sogn i Hillerød Provsti (Helsingør Stift).
I 1800-tallet var Nødebo Sogn anneks til Esbønderup Sogn. Begge sogne hørte til Holbo Herred i Frederiksborg Amt. Esbønderup-Nødebo sognekommune blev ved kommunalreformen i 1970 delt: Esbønderup blev indlemmet i Græsted-Gilleleje Kommune, der ved strukturreformen i 2007 indgik i Gribskov Kommune. Det meste af Nødebo blev indlemmet i Hillerød Kommune, og en mindre del blev indlemmet i Fredensborg-Humlebæk Kommune, der ved strukturreformen indgik i Fredensborg Kommune.
I Nødebo Sogn ligger Nødebo Kirke. Gadevang Kirke blev i 1904 indviet som filialkirke til Nødebo Kirke. Gadevang blev så et kirkedistrikt i Nødebo Sogn. I 2010 blev Gadevang Kirkedistrikt udskilt som det selvstændige Gadevang Sogn.
I Nødebo og Gadevang sogne findes følgende autoriserede stednavne:
- Fruebjerg (areal)
- Gadevang (bebyggelse)
- Gadevang Huse (bebyggelse, ejerlav)
- Gribsø (station)
- Gøgehuset (ejerlav)
- Nødebo (bebyggelse)
- Nødebo By (bebyggelse, ejerlav)
- Sponneltshus (bebyggelse, ejerlav)
- Stenholts Indelukke (areal)
- Stenholtsvang (bebyggelse, ejerlav)
- Sdr. Gribskov (ejerlav)
- Teglgård (ejerlav)
- Ø. Strødam (ejerlav)